# (10556) 1993 QS
1993 كيو أس (ويعرف أيضًا باسم (10556) 1993 كيو أس وفق تسمية الكوكب الصغير) (بالإنجليزية: 1993 QS)‏ هو كويكب ضمن حزام الكويكبات؛ وترتيبه 10556 من حيث الاكتشاف.
اكتُشف هذا الجُرم الفلكي بواسطة اليانور إف. هيلين في 19 أغسطس 1993.

## وصلات خارجية
- (10556) 1993 QS في قاعدة بيانات مختبر الدفع النفاث لأجرام النظام الشمسي الصغيرة

- الاكتشاف · مخطط المدار ·  العناصر المدارية · المعلمات المادية

- (10556) 1993 QS على موقع ويكي سكاي: DSS2, SDSS, GALEX, IRAS, Hydrogen α, X-Ray, Astrophoto, Sky Map, Articles and images